# 荻原規子
荻原 規子（おぎわら のりこ、1959年4月22日 - ）は、日本の小説家。東京都生まれ。

## 来歴
東京都生まれ。町田のニュータウンで育つ。親からとくに宗教教育を受けることもなく、幼い頃に『古事記』を少年少女文学全集で物語として読み、『ナルニア国物語』などの西洋ファンタジー、ギリシャ神話などを読んでいた。
東京都立立川高等学校卒業。早稲田大学教育学部国語国文学科卒業。書きたい物語が長すぎて終わらせることができず、自分だけでは書けないと思い、2年の春から早大児童文学研究会（児文研）に参加。児文研の合評会で日本神話を題材に「スサノオ」という作品を発表。児文研のメンバー「Oさん」がごく内輪向けにパロディなど楽しみとして物語を書く姿に影響を受け（荻原は今でいう同人誌作りのような感覚だったと述べている）、Oさんの作品のキャラクターを借りて創作を行い、メンバーの一部で回し読みをしながら創作を行った。人と共有して楽しんで書くこと、遊びを通して創作する力が磨かれ、初めて最後まで『西の善き魔女』という長編作品を書き上げる。3部構成のレポート用紙10冊分の物語で、主人公はOさん（が自分にふった配役）であり、彼女に献呈した 。児文研の創作パートで卒業までに3作ほど発表した。『西の善き魔女』を書き上げた時には就職活動の時期であったが、これほど情熱を持てるものはどの業界にもないと感じた。しかしプロの作家になるとは考えておらず、仕事のやりがいより余暇を重視し、地方公務員になる。Oさんが卒業後に読書会を始め、これに福武書店に入社していた元児文研のメンバーの上村令 が参加。この読書会で上村と親しくなり（上村とは大学生の時はそれほど親しくなく、『西の善き魔女』回し読みのメンバーではなかった）、福武書店で児童文学シリーズを創刊する計画があるので物語を書かないかと依頼を受ける。荻原は1年ほど学生時代に書いた『西の善き魔女』をもとに した西洋風ファンタジーを形にしようと試行錯誤したが、あきらめ、その4か月後、電車から八王子市の片倉の丘を見ているときに「日本を舞台にしたファンタジーを書こう！」と思い立ち、『空色勾玉』のストーリーが思い浮かぶ。作品が長くなりすぎたことを危惧していたが、上村は原稿を一読して枚数は気にせず書き込めるだけ書くようアドバイスした。完成したのは上村の最初の依頼の2年後だった。原稿の完成から校正刷りまで半年かかり、1988年に『空色勾玉』が出版された。以来、児童文学作家、ファンタジー作家として活躍している。
デビュー時に「児童文学と言われるよりも、少女小説の仲間でいたい」と語っており、現代的な意識の少女が行動的に活躍する物語が多い。
『西の善き魔女』は2004年に漫画化、2006年にアニメ化。『RDG レッドデータガール』は2012年に漫画化、2013年にアニメ化された。

## 評価
文芸評論家の石堂藍は、荻原の作品は歴史ファンタジーでも主人公の少女たちが現代的であるため、文体にある種の軽やかさがあると評している。

### 勾玉シリーズについて
『空色勾玉』『白鳥異伝』『薄紅天女』は勾玉三部作、勾玉シリーズと呼ばれ、日本神話を下敷きにしたファンタジー作品として大きな話題を呼んだ。（『空色勾玉』が出た頃は、日本人にはファンタジーは書けないのでは、民族的に苦手なのではないかと言われていた。）
石堂藍は、勾玉シリーズはそれまでの神話を歴史的に読み替えるという手法を離れ、神々を真に人間を超える超越的存在とし、渡来人による土着の民の征服を新来の神々と土着の神々の戦いとして描いた点が画期的であったと評している。
人類学者の中沢新一は、アメリカでは現代の神話である『スター・ウォーズ』のような作品があったが、日本のファンタジーは当時そういったレベルに達していなかった。しかし荻原の作品は、世界は光と闇の対立構想ではできていないといった日本神話の思想を正しくとらえ取り出して見せた、と評している。
ファンタジー作家の上橋菜穂子は『空色勾玉』について、自身が神話とファンタジーの関係で創作に悪戦苦闘している時期に読み、「神話のエッセンスを残しつつ見事に物語化されていて後ろ頭を叩かれたような衝撃がありました」「最初から最後まで息つかせぬ面白さ」と高く評価している。

## 創作・思想
担当編集者によると、荻原の原稿はあとからの校正がほとんど入らない。しかし最初から綿密な構成があるわけではなく、「たぶん他の作家さんが聞いたら『それでいいの？』って思うくらい、 最初は薄ぼんやりとしたイメージしかない」という。自身の創作について、「わりと出たとこ勝負で書いていくタイプで、あまり伏線とか考えない」「構成がそれほどしっかり出来ていなくて、出したものをあとから回収していく感じ」「（タネを播くのは）本能ですね(笑)。それで芽が出たところだけ、あとで摘んでいくという…。計算ではないんですよ」と述べており、書きながら湧き上がるイメージをまとめていくタイプである。最初からラストだけは何となく見えており（この時点では物語の過程はわからない）、物語がどんどん広がっていくと、ある時点で収束に向かっていく。広がる力と収束する力は別のものだ感じている。
大きな話というものがファンタジーというジャンルだと思うが、まず「枠の大きな話を書きたい」という気持ちから始める。このため長い作品が多いが、昔の児童書の世界では出版社が長い話を敬遠したこともあり、短い話が書けないことへのコンプレックスもあった。『空色勾玉』は、改行をできるだけなくしてページを詰め、本の厚みを減らした。（上橋菜穂子は、荻原が勾玉シリーズを書いたことで、児童書でも長くてもいいという風に変わっていったと述べている。）
東京のはずれの地元のお祭りも何もない場所に育ち、京都や奈良、遠野物語や宮沢賢治のある東北の人へのコンプレックスがあったという。また、子供の頃から西洋のファンタジーが好きだったが、光と闇の戦いというものが感覚にそぐわないと感じていた。
『空色勾玉』を書くまでは、「発想が『古事記』に引っ張られる、という気持ち」を感じたこともなく、日本を代表するようなものを書くことに自信がなかった。いざ書いてみると、そうしようと思っていないのに日本神話が出てきてしまい、地面の下に神話の水脈があり、それを書くことができた、なにもない街に育った自分でも、生きているだけで根っこが水脈に届くという感覚があったと述べている。
勾玉の世界観における土着の勢力「闇（くら）の世界」は、大祓の祝詞が基本になっており、「あの祝詞には罪を流してくれる神様の名前がいくつも出てきて『ああ、これがそうだな』と思った」のだという。またこの作品を書いたころ、日本古代史に対する考え方はあまり固まっておらず、「記紀神話はキリスト教文化に埋もれたケルト神話のように、仏教文化が入ってくる前の地層にある、というとらえ方をしていた」と述べている。書き終えた後に、「神仏習合」の方が日本人の根本にあるものに近いのではないかと考え方が変わった。
創作は、自分が読んできたものの中から、一番読みたいものを抽出して書いているという感じである。ファンタジーでなくてもいいが、ファンタジーは広い人間関係を書くことができる。ファンタジーは外で起こっていることと中で起こっていることを対応させて書けるジャンルであり、ファンタジーでしか書けないことがある。しかしファンタジーだからと言って、剣と魔法を出したり、ありえないことを起こすといった縛りは必要はないと述べている。
高校2年生ごろに有名なファンタジーをたくさん読んだが、K.M.ペイトンの『フランバーズ屋敷の人々』など、ファンタジーから外れた作品にも神話的な「におい」を感じていたと評している。自分にファンタジーは書けないのではないかと悩んでいた時に、歴史ファンタジー作家のローズマリー・サトクリフが足に障害があって歩けなかったことを知り、創作には外部ではなく自分の内部の観察が大切なのだと感じた。寓話から漏れてしまうものを書くのがファンタジーだと考えている。ミヒャエル・エンデの『モモ』は、読んだ時ショックを受け、自分が読みたいことは全く書かれていない、寓話でもできるのではないかと感じ、エンデを苦手としている。フランク・ハーバートの『デューン/砂の惑星』に大きく影響を受け、本作の「ベネ・ゲセリットの魔女」が『西の善き魔女』につながっている。

## 作品一覧

### 勾玉三部作
- 空色勾玉（1988年8月 福武書店 ベスト・チョイス / 1996年7月 徳間書店 / 2005年9月 トクマ・ノベルズEdge / 2010年6月 徳間文庫）
  - 第22回日本児童文学者協会新人賞受賞（1989年度）。英語に翻訳されている。
- 白鳥異伝（1991年12月 福武書店 ベスト・チョイス / 1996年7月 徳間書店 / 2005年10月 トクマ・ノベルズEdge【上下】 / 2010年7月 徳間文庫【上下】）
- 薄紅天女（1996年8月 徳間書店 / 2005年11月 トクマ・ノベルズEdge / 2010年8月 徳間文庫【上下】）
  - 第27回赤い鳥文学賞受賞（1997年度）

### 源氏物語 紫の結び
- 源氏物語 紫の結び 1（2013年8月 理論社）
- 源氏物語 紫の結び 2（2013年12月 理論社）
- 源氏物語 紫の結び 3（2014年1月 理論社）
- 源氏物語 宇治の結び(上)（2017年4月 理論社）
- 源氏物語 宇治の結び(下)（2017年4月 理論社）
- 源氏物語 つる花の結び(上)（2018年6月 理論社）
- 源氏物語 つる花の結び(下)（2018年6月 理論社）

### 日本の神話 古事記えほん
三浦佑之監修。荻原は文を担当。
- 国生みのはなし～イザナキとイザナミ～（斎藤隆夫絵、2016年4月  小学館）
- 天の岩屋～アマテラスとスサノオ～（大畑いくの絵、2016年6月 小学館）
- やまたのおろち～スサノオとクシナダヒメ～（伊藤秀男絵、2016年9月 小学館）
- いなばの白うさぎ～オオナムヂとヤガミヒメ～（山村浩二絵、2016年11月 小学館）
- 国づくりのはなし～オオクニヌシとスクナビコナ～（早川純子絵、2017年10月 小学館）

### エチュード春一番
- 第一曲 小犬のプレリュード（2016年1月 講談社タイガ / 2020年10月 角川文庫）
- 第二曲 三日月のボレロ（2016年7月 講談社タイガ / 2020年12月 角川文庫）
- 第三曲 幻想組曲 ［狼］（2021年8月 角川文庫）

### 単発作品
- これは王国のかぎ（1993年10月 理論社 ファンタジーの冒険 / 1999年9月 C★NOVELS Fantasia / 2007年2月 中公文庫）
  - 第41回産経児童出版文化賞受賞（1994年度）
- 樹上のゆりかご（2002年5月 理論社 / 2006年6月 C★NOVELS Fantasia / 2011年3月 中公文庫）
- 風神秘抄（2005年5月 徳間書店 / 2011年3月 トクマ・ノベルズEdge【上下】 / 2014年3月 徳間文庫【上下】）
  - 第55回小学館児童出版文化賞、第46回日本児童文学者協会賞、第53回産経児童出版文化賞JR賞、IBBYオナーリスト・文学作品部門賞受賞（2006年度）
- あまねく神竜住まう国（2015年2月 徳間書店 / 2018年9月 徳間文庫）

### エッセイほか
- ファンタジーのDNA（2006年11月 理論社）
- 〈勾玉〉の世界 荻原規子読本（2010年11月 徳間書店）
- グリフィンとお茶を ファンタジーに見る動物たち（2012年2月 徳間書店）
- 三人寄れば、物語のことを（2014年12月 青土社）上橋菜穂子、佐藤多佳子との共著
- もうひとつの空の飛び方 『枕草子』から『ナルニア国』まで（2020年7月 角川文庫）
- 私の源氏物語ノート（2023年12月 理論社）

### 英訳版
- Dragon Sword and Wind Child, VIZ Media LLC, 2007.  ISBN 1421515016 - 平野キャシーによる『空色勾玉』の英訳
- The Good Witch of the West 1,  2007, TokyoPop Ltd. ISBN 9781427800459 - 『西の善き魔女』の英訳